# 姜邯賛 (駆逐艦)
姜邯賛（カン・ガムチャン、日本語読み：きょう かんさん、朝鮮語: 강감찬、ラテン文字：Kang Gamchan, DDH-979）は、大韓民国海軍の駆逐艦。李舜臣級駆逐艦の5番艦。艦名は高麗の重臣・武将である姜邯賛に由来する。

## 艦歴
「姜邯賛」は、KDX-IIに基づく4,400トン級駆逐艦として大宇造船海洋玉浦造船所で建造され、2006年3月16日進水、2007年10月1日に就役した。
2006年3月16日午前に慶尚南道巨済市の大宇海洋造船玉浦造船所にて挙行された進水式は尹光雄（ユン・グァンウン）国防部長官や海軍参謀総長などが臨席の上で実施された。2007年10月1日に李鍾範海軍准将を長とする受領団に引き渡され大韓民国海軍軍艦として就役した。
2008年11月19日、ソマリア沖の海賊対策のため海軍部隊の第一次派遣隊の候補となり、今後4ヶ月から5ヶ月前後で同型艦と交代で任務に就く予定。これと合わせて特殊作戦部隊UDT/SEALの同乗も検討されていた。
2009年11月12日、黄海上に設定された北方限界線をめぐって北朝鮮との銃撃事件（大青海戦）に対応し、警戒のため「DDH-981 崔瑩」と共に前進配置される。
2010年4月2日に清海部隊の第4陣として歓送式の後に釜山作戦基地から出航する。当初は3月29日を予定していたが、「PCC-722 天安」の沈没の影響で延期された。同年9月までアデン湾にて任務を実施し、10月に帰港する。
2012年8月20日に清海部隊第11陣として歓送式の後に釜山作戦基地から出航する。アデン湾には9月中旬頃到着の予定で、翌2013年1月ごろまで任務に就く予定。2012年10月の報道によれば、2007年にソナー保護装置であるウィンドウが航行中に破損し修理をした事が明らかとなる。
2009年時点での母港は第2艦隊司令部がある平沢市。
2016年3月、スタンダードミサイル（SM2）2発を発射する訓練を行ったが、1発は目標を捉えることができなかった。後日、国会国防委員会所属の国会議員から、他の失敗事例も含めてシステムの安定性について追及を受けることとなった。
2021年6月に姜邯賛にて兵役中の兵士が集団いじめ・暴行・暴言を苦に自宅にて自殺した韓国海軍姜邯賛艦一等兵自殺事件が発生。